# Alberto Sainz
Carlos Alberto Sáinz (13 de dezembro de 1937 - 16 de janeiro de 2016) foi um ex-futebolista argentino que competiu na Copa do Mundo de 1962.
Alberto Sáinz faleceu em 16 de janeiro de 2016, aos 78 anos.